# Seria A polska w rugby (1996)
Seria A polska w rugby (1996) – czterdziesty sezon najwyższej klasy ligowych rozgrywek klubowych rugby union w Polsce. Tytuł mistrza Polski obroniła Lechia Gdańsk, drugie miejsce zajęło Ogniwo Sopot, a trzecie AZS AWF Warszawa.

## Uczestnicy rozgrywek
W pierwszej części sezonu Serii A wzięło udział sześć drużyn: Lechia Gdańsk, Ogniwo Sopot, AZS AWF Warszawa, Budowlani Łódź, Budowlani Lublin i Budowlani Olsztyn. W rundzie jesiennej stawkę drużyn walczących o udział w Serii A w kolejnym sezonie uzupełniły dwie najlepsze zespoły Serii B tego sezonu: Pogoń Siedlce i Orkan Sochaczew.

## Przebieg rozgrywek
Rozgrywki toczyły się systemem wiosna – jesień. Podzielone były na dwie fazy. W pierwszej sześć drużyn Serii A grało każdy z każdym, mecz i rewanż. Następnie cztery najlepsze zespoły Serii A grały o miejsca 1–4 i mistrzostwo Polski, każdy z każdym, mecz i rewanż, z zaliczeniem wyników uzyskanych wiosną. Z kolei dwa najsłabsze zespoły Serii A i dwa najlepsze zespoły Serii B grały o 5–8 miejsce i Puchar Ligi (każdy z każdym, mecz i rewanż). Drużyny z miejsc piątego i szóstego w kolejnym sezonie miały zagrać w Serii A, a z siódmego i ósmego – w Serii B.

### Pierwsza faza
Wyniki spotkań:
|                   | Lechia Gdańsk | Ogniwo Sopot | AZS AWF Warszawa | Budowlani Łódź | Budowlani Lublin | Budowlani Olsztyn |
| Lechia Gdańsk     | –             | 22:14        | 53:6             | 68:10          | 55:3             | 99:17             |
| Ogniwo Sopot      | 17:5          | –            | 20:21            | 26:3           | 40:3             | 83:0              |
| AZS AWF Warszawa  | 3:15          | 0:6          | –                | 22:8           | 33:7             | 32:20             |
| Budowlani Łódź    | 21:5          | 22:19        | 33:13            | –              | 8:7              | 44:3              |
| Budowlani Lublin  | 15:31         | 9:26         | 14:14            | 3:12           | –                | 57:0              |
| Budowlani Olsztyn | 12:69         | 15:26        | 0:31             | 3:42           | 7:50             | –                 |

### Druga faza

#### Rozgrywki o miejsca 1–4 i mistrzostwo Polski
Wyniki spotkań:
|                  | Lechia Gdańsk | Ogniwo Sopot | Budowlani Łódź | AZS AWF Warszawa |
| Lechia Gdańsk    | –             | 22:11        | 39:10          | 18:8             |
| Ogniwo Sopot     | 5:6           | –            | 47:3           | 23:13            |
| Budowlani Łódź   | 23:24         | 6:23         | –              | 12:32            |
| AZS AWF Warszawa | 24:19         | 15:28        | 24:19          | –                |

Tabela końcowa:
| Pozycja | Drużyna          | Punkty razem | Bilans punktów |
| ------- | ---------------- | ------------ | -------------- |
| 1       | Lechia Gdańsk    | 40           | 548:211        |
| 2       | Ogniwo Sopot     | 38           | 414:165        |
| 3       | AZS AWF Warszawa | 33           | 293:283        |
| 4       | Budowlani Łódź   | 30           | 276:386        |

#### Rozgrywki o miejsca 5–8 i Puchar Ligi
Wyniki spotkań:
|                   | Budowlani Lublin | Budowlani Olsztyn | Pogoń Siedlce | Orkan Sochaczew |
| Budowlani Lublin  | –                | 9:0 (wo)          | 59:0          | 79:3            |
| Budowlani Olsztyn | 7:7              | –                 | 37:5          | 43:10           |
| Pogoń Siedlce     | 15:20            | 5:12              | –             | 30:12           |
| Orkan Sochaczew   | 14:76            | 9:5               | 17:8          | –               |

Tabela końcowa (na czerwono wiersze z drużynami, która spadały w kolejnym sezonie do Serii B):
| Pozycja | Drużyna           | Punkty razem | Bilans punktów |
| ------- | ----------------- | ------------ | -------------- |
| 5       | Budowlani Lublin  | 17           | 250:39         |
| 6       | Budowlani Olsztyn | 12           | 104:45         |
| 7       | Orkan Sochaczew   | 10           | 65:241         |
| 8       | Pogoń Siedlce     | 8            | 63:157         |

## Seria B
Równolegle z rozgrywkami Serii A odbywała się rywalizacja w Serii B. Wzięło w niej udział sześć drużyn, a w końcowej części sezonu dołączyła siódma – Legion Legionowo. Rozgrywki toczyły się w systemie wiosna – jesień, w dwóch fazach, w obu każdy z każdym, mecz i rewanż. Po pierwszej fazie dwie najlepsze drużyny awansowały do rozgrywek o Puchar Ligi. Pozostałe drużyny grały w końcówce sezonu o Puchar Polskiego Związku Rugby (każdy z każdym, bez rewanżów).
Tabela końcowa Serii B (na zielono wiersze z drużynami, która awansowały do rozgrywek o Puchar Ligi):
| Pozycja | Drużyna             |
| ------- | ------------------- |
| 1       | Pogoń Siedlce       |
| 2       | Orkan Sochaczew     |
| 3       | Posnania Poznań     |
| 4       | Juvenia Kraków      |
| 5       | Czarni Bytom        |
| 6       | Frogs & Co Warszawa |

Tabela końcowa Pucharu Polskiego Związku Rugby:
| Pozycja | Drużyna             |
| ------- | ------------------- |
| 1       | Juvenia Kraków      |
| 2       | Posnania Poznań     |
| 3       | Czarni Bytom        |
| 4       | Frogs & Co Warszawa |
| 5       | Legion Legionowo    |

## Inne rozgrywki
W finale Pucharu Polski Lechia Gdańsk pokonała Ogniwo Sopot 11:9. W mistrzostwach Polski juniorów zwycięstwo odnieśli Budowlani Łódź, a wśród kadetów Lechia Gdańsk. 

## Nagrody
Najlepszym zawodnikiem został wybrany przez Polski Związek Rugby Piotr Serafin, a trenerem Jerzy Klockowski.